# Assago Milanofiori Forum (métro de Milan)
Assago Milanofiori Forum est la station terminus de la branche sud ligne 2 du métro de Milan. Elle est située sur l'avenue Milanofiori, en face du Mediolanum Forum sur le territoire de la commune d'Assago qui fait partie de la Ville métropolitaine de Milan en Italie.

## Situation sur le réseau

Plan du métro de Milan (2022)

Établie en surface, la Assago Milanofiori Forum est la station terminus sud de la ligne 2 du métro de Milan, avant la station Assago Milanofiori Nord en direction des stations terminus Gessate ou Cologno Nord.

## Histoire
La station Assago Milanofiori Forum est mise en service le 20 février 2011, lors de l'ouverture à l'exploitation dee 4,8 km de la section de Famagosta à Assago Milanofiori Forum.